# Sal de Zeise
La sal de Zeise, K[PtCl₃(η²-C₂H₄)]•H₂O, tricloruro(etè)platinat (II) de potassi, és considerat el primer compost organometàl·lic aïllat, caracteritzat per anàlisi química i descrit a la literatura científica, l'any 1825, per William Christopher Zeise, que li dona el nom. Si bé el cacodil (Me₂AsAsMe₂), havia estat obtingut el 1760 per Cadet de Gassicourt, no fou caracteritzat fins al 1843 per Robert Bunsen.

## Obtenció
És un producte comercial.
Al laboratori pot preparar-se fent passar un corrent d'etilè gasós sobre una solució aquosa de K₂PtCl₄, en presència de SnCl₂ que actua de catalitzador, el compost format precipita com a cristalls de color groc,
K₂PtCl₄ + C₂H₄ → K[Pt(C₂H₄)Cl₃]•H₂O + KCl 
sense SnCl₂ la reacció s'ha de fer a pressions d'unes 60 atm.

## Història
El primer report sobre aquest compost el feu Zeise el 1825, en una revista danesa de poca circulació i no fou, de fet, conegut fins que el 1827 Berzelius ho difongué i el mateix Zeise publiqués en alemany l'article original.
Posteriorment, l'any 1830, Zeise publicà un article més extens, en una revista de la Universitat de Copenhaguen, en llatí, “De chlorido platinae et alcohole vini sese invincem permutantibus nec don de novis substantiis inde oriundis” (La reacció entre clorur de platí i esperit de vi i les noves substàncies que se’n produeixen), que publicà, també, en alemany. El mètode de preparació original del mateix Zeise consistia a escalfar una mescla de PtCl₂ i de PtCl₄ amb etanol, evaporar la solució resultant, i en afegir-hi una solució aquosa de KCl, precipita la sal en forma d'uns cristalls de color groc llimona, que segons Zeise era un compost que contenia etilè. Aquesta interpretació generà una forta controvèrsia amb Justus von Liebig que considerava que el nou compost tenia el grup etòxid, C₂H₅O, en lloc d'etilè. Una part de la polèmica, basada en les anàlisis químiques, era deguda al fet que Libeig treballava amb la sal de Zeise hidratada – aigua que es perd fàcilment amb aire sec, sulfúric concentrat o al buit– mentre que Zeise es referia al compost anhidre. La discussió fou resolta el 1861, quinze anys després de la mort de Zeise, quan Peter Griess i C. A. Martius del Royal College of Chemistry de Londres, confirmaren la presència d'etilè. Finalment, el 1868, la sal fou preparada, per K. Birnbaum de la Universitat de Karlsruhe, directament a partir de PtCl₂ i etilè a pressió en HCl concentrat. A més, en aquest article es feu la primera proposta d'estructura què considerava el Pt tetravalent en estar unit als dos àtoms de Cl i als dos de C de l'etilè.

## Estructura
L'estructura i el tipus d'enllaç que presenta la sal de Zeise no es van dilucidar fins 150 anys després de la seva obtenció i calgué esperar a la preparació i caracterització estructural del ferrocè, el 1951.
L'enllaç metall-olefina es descriu per l'anomenat model de retrodonació (back-bonding) conegut també, per model Dewar-Chatt-Duncanson. Aquest model fou proposat per Dewar, inicialment, per a compostos de Ag i altres metalls com Ni i Pt amb olefines. L'enllaç metall-olefina, consta de dos components, un format per la superposició de l'orbital molecular enllaçant π ple de l'etilè i un orbital atòmic buit i de simetria apropiada del metall, produint una disminució de densitat electrònica a l'etilè; simultàniament hi ha un segon enllaç per retrodonació de densitat electrònica des d'un orbital atòmic ple del metall, de simetria adequada, a l'orbital molecular antienllaçant π* buit del doble enllaç C=C de l'olefina, amb la consegüent pèrdua de densitat electrònica del metall, els dos components es reforcen mútuament, l'anomenat efecte sinergètic, i fan l'enllaç metall-olefina més fort de l'esperat, amb un cert grau de doble enllaç. Posteriorment, Chatt i Duncanson, aplicaren aquest model a la sal de Zeise i la seva representació és present a tots els llibres de text. En el cas concret de la sal de Zeise, aquest model implica que l'etilè quedi perpendicular al pla del grup –PtCl₃ i que la força del doble enllaç C=C sigui més dèbil que a l'etilè lliure, perquè l'orbital molecular π ple perd densitat electrònica i l'orbital molecular buit π* en guanya. Ambdues prediccions han estat confirmades experimentalment. L'any 1954 es va publicar l'estructura cristal·lina determinada per difracció de raigs X, i uns anys més tard, el 1975, l'estudi de l'estructura més definitiu per difracció de neutrons. La distància del doble enllaç C=C a la sal de Zeise és de 1.37 Å, 0.038 Å més llarga que a l'etilè lliure; a més, els quatre àtoms d'hidrogen estan allunyats 0.16 Ǻ de l'àtom de Pt, d'acord amb la idea de la retrodonació. La menor força del doble enllaç C=C s'observa, també, en la disminució de la freqüència de vibració a l'espectroscòpia d'infraroig, que passa dels 1623 cm-1 de l'etilè lliure als 1520 cm-1 a la sal de Zeise. Aquesta interpretació de l'enllaç, estimulà i ajudà el desenvolupament de la Química Organometàl·lica, en particular la idea d'hapticitat.